# Tomašić
Tomašić je hrvatsko prezime.
Osobe:
- Ruža Tomašić, hrv. političarka
- Franjo Tomašić, hrv. podmaršal
- Nikola Tomašić, hrv. ban
- Ivan Tomašić, hrvatski povjesničar i kroničar
- Igor Tomašić, hrv.-bug. nogometaš

Vidi još:
- Kurt Tomaschitz, austrijski povjesničar
- Anton Tomašič, slo. redatelj

Plemstvo:
- Tomašići, u odvjetak hrvatskoga praplemstva Mogorovića
- Tomašić (hrvatsko plemstvo, Bačka)

Zemljopis:
- Tomašići (Generalski Stol)